# Revista (gènere teatral)

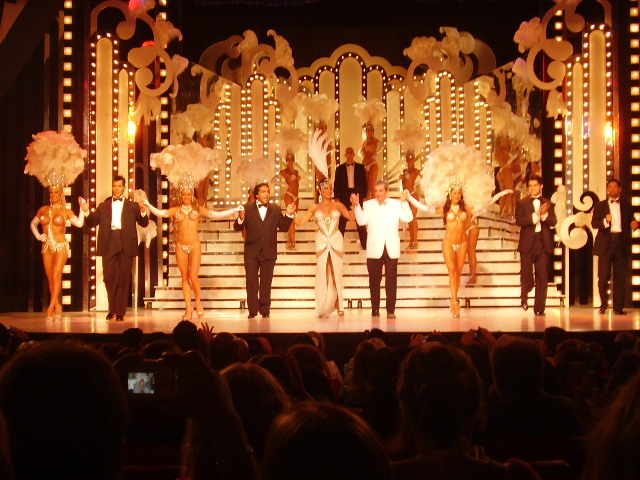
Espectacle de revista a Argentina, en 2009

La revista és un espectacle teatral de caràcter frívol en el qual s'alternen números dialogats amb musicals. Sovint se l'anomena espectacle de varietats o senzillament varietats, i és un espectacle format per números independents de cant, ball, prestidigitació, escenes còmiques, acrobàcia, etc., sense cap relació (o un amb un fil argumental molt feble) entre ells. El mot és sinònim de cabaret.
La revista agafa l'actualitat i la reverteix damunt de l'escenari en forma de quadres dramàtics, sovint fent-ne la crítica. Aquest gènere teatral arrenca de la segona meitat del segle xix i va en paral·lel amb el naixement de la sarsuela moderna. La revista del segle xx difereix de la del segle xix. En aquest cas, els quadres o esquetxos són independents els uns dels altres, amb una mínima trama argumental. Els decorats són fastuosos i apareixen les figures escèniques de la vedet i de les coristes, sovint lleugeres de roba.
Alguns teatres del Paral·lel barceloní van acollir infinitat de revistes: Teatre Còmic, Arnau, Espanyol, etc. A València va destacar el Teatre Ruzafa. Les grans revistes a l'estil parisenc es van estrenar al Teatre Principal a començaments de la dècada dels anys XX de la mà de l'empresari Ferran Bayès. Entre 1926 i 1929, Manuel Sugrañes va ser l'artífex de revistes sumptuoses. Després de la Guerra Civil, la companyia àustriaca Els Vienesos, amb Arthur Kaps i Franz Joham al capdavant van oferir revistes exitoses de to blanc.
Joaquim Gasa va ser l'últim empresari català creador de grans revistes al Teatre Còmic. Amb la desaparició de Matias Colsada i la vedet Tania Doris dels escenaris, acabà la revista a Barcelona.